# Rowele
Rowele – wieś w Polsce położona w województwie podlaskim, w powiecie suwalskim, w gminie Rutka-Tartak.
W latach 1975–1998 miejscowość administracyjnie należała do województwa suwalskiego.
18 maja 2010 roku nad wsią przeszła trąba powietrzna, uszkadzając budynki i infrastrukturę. 
Przez miejscowość przebiega droga wojewódzka nr 651.